# Zhang Haifeng
Zhang Haifeng 张海峰  fue un diplomático de carrera chino.
- De marzo de 1964 a mayo de 1969 fue embajador en Berlín Este.
- De mayo de 1969 a 1973 fue embajador en Bucarest.
- De 1973 a 1978 fue embajador en Belgrado (República Federativa Socialista de Yugoslavia).[1]

Durante su cargo en Rumania, el 16 de febrero de 1972 se anunció la «normalización» de relaciones entre la República Popular China y la República Argentina, mediante un comunicado conjunto firmado por Zhang Haifeng y José María Ruda.